# Dawid Maciejewski
Dawid Maciejewski (ur. 2 stycznia 1991 w Gdyni) – polski hokeista, reprezentant Polski.

## Kariera
- Avesta BK / Avesta BK J20 (2007-2008)
- IFK Ore J18 / IFK Ore (2008/2009)
- Stoczniowiec Gdańsk II (2008/2009)
- Stoczniowiec Gdańsk (2009-2011)
- Ciarko PBS Bank KH Sanok (2011-2012)
- Nes IK (2012-2013)
- Polonia Bytom (2013-2014)
- Nes IK (2014)
- Cracovia (2014-2017)
- MH Automatyka Gdańsk (2017-2018)
- Unia Oświęcim (2018-2020)
- Stoczniowiec Gdańsk (2020)

Wychowanek Stoczniowca Gdańsk. Karierę rozwijał w Szwecji. Dwukrotnie, w 2012 i w 2014, zostawał zawodnikiem norweskiego drugoligowego klubu Nes IK. Od grudnia 2014 zawodnik Cracovii. W maju 2015 przedłużył umowę z klubem. W kwietniu 2017 odszedł z klubu. Od lipca 2017 do końca stycznia 2018 zawodnik zespołu MH Automatyka Gdańsk. Wkrótce potem został graczem Unii Oświęcim. Od czerwca 2020 ponownie zawodnik Stoczniowca. Na początku stycznia 2020 ogłoszono rozwiązanie jego kontraktu.
W barwach reprezentacji Polski do lat 18 wystąpił na turniejach mistrzostw świata juniorów do lat 18 w 2007, 2008, 2009 (Dywizja I). W barwach reprezentacji Polski do lat 20 wystąpił na turnieju mistrzostw świata juniorów do lat 20 w 2009, 2010 (Dywizja I), 2011 (Dywizja II).

## Sukcesy
Reprezentacyjne
- Awans do MŚ do lat 20 Dywizji I: 2011

Klubowe
- Złoty medal mistrzostw Polski: 2012 z Ciarko PBS Bank KH Sanok, 2016, 2017 z Cracovią
- Superpuchar Polski: 2016 z Cracovią

Indywidualne
- Mistrzostwa Świata Juniorów w Hokeju na Lodzie 2011/II Dywizja#Grupa B:
  - Pierwsze miejsce w klasyfikacji strzelców wśród obrońców turnieju: 3 gole[9]
  - Czwarte miejsce w klasyfikacji kanadyjskiej wśród obrońców turnieju: 5 punktów
  - Czwarte miejsce w klasyfikacji +/− turnieju: +17[10]